# Epilepsi - og hvad så?
Epilepsi - og hvad så? er en dansk dokumentarfilm fra 1987 med instruktion og manuskript af Flemming Arnholm.

## Handling
En ung mand har epilepsi. Det mærker han ikke i hverdagen. Han skal huske at tage sin medicin, leve et roligt liv og få sin nattesøvn. Det volder ham ikke de store problemer og slet ikke, da han får en sød kæreste.